# Colostygia cyrnea
Colostygia cyrnea là một loài bướm đêm trong họ Geometridae.